# Faraná (região)

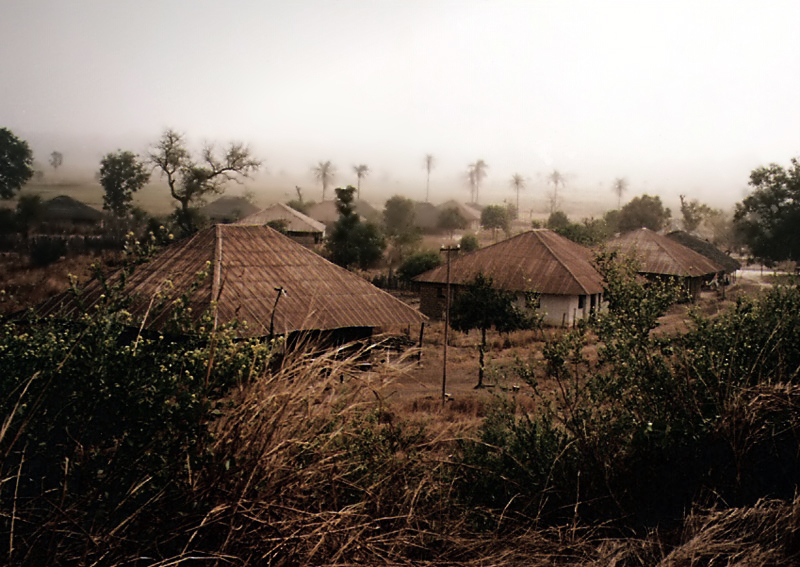

Faraná (em francês: Faranah) é uma região da Guiné. Sua capital é a cidade de Faraná. Tem 35 581 quilômetros quadrados e segundo censo de 2014, havia 941 554 pessoas.